# Macrogynoplax pulchra
Macrogynoplax pulchra és una espècie d'insecte plecòpter pertanyent a la família dels pèrlids que es troba a Sud-amèrica: el Brasil.